# Pabianice (comune rurale)
Pabianice è un comune rurale polacco del distretto di Pabianice, nel voivodato di Łódź.
Ricopre una superficie di 88,57 km² e nel 2006 contava 5 482 abitanti.
Il capoluogo è Pabianice, che non fa parte del territorio ma costituisce un comune a sé.